# Bernd Drechsel
Bernd Drechsel (Karl-Marx-Stadt, 1953. október 28. – 2017. január 21.) Európa-bajnoki bronzérmes német birkózó.

## Pályafutása
1972-ben 19 évesen részt vett a müncheni olimpián, ahol helyezetlenül zárta a versenyt. 1975-ben a ludwigshafeni Európa-bajnokságon bronzérmet szerzett a kötött fogás 57 kg-os súlycsoportjában. 1971 és 1979 között hét alkalommal lett keletnémet bajnok.

## Sikerei, díjai
- Európa-bajnokság
  - bronzérmes: 1975 – Ludwigshafen